# Envoys
Envoys är en svensk popgrupp som bildades 1964 av elever i Bromma läroverk.
Envoys spelade in sin första skiva 1969 ("I Saw Her Standing There"), på då nystartade MNW i Vaxholm. 1971 kom "Almarna åt folket", en svensk version av John Lennons "Power to the People" och som anknöt till den då högaktuella Almstriden. "Almarna åt folket" klättrade på Tio i Topp och väckte uppmärksamhet långt utanför Sveriges gränser, till exempel framträdde gruppen i italiensk TV med denna låt.
Senare spelade bandet bland annat in David Bowies "Starman", som lyckades placera sig på Europatoppen.Rättelse:"Almarna åt folket" låg aldrig på Tio i topp. Två försök gjordes i juli och augusti 1971, men den kom som bäst på 13:e plats och kom alltså aldrig in på listan. 
Robert Aschberg var bandets förste sångare och Envoys medverkade 1998 i ett Här är ditt liv-avsnitt om Aschberg i TV3.
2010 gick Envoys in i studio, denna gång för att prestera ett komplett album – Hedgehog Road. Plattan, som släpptes hösten 2011, innehåller enbart eget och nytt material, men med ett undantag: Det inledande spåret "It’s Your Life" skrevs redan 1972, en sen kväll på Stadshotellet i Söderhamn. Texten är dock helt omskriven.
Med start 1964 har Envoys hunnit spela på de flesta klassiska popställen, som Nalen och Gröna Lund. Efter de första årens spelande på skoldanser och ungdomsgårdar, formades den sättning som gäller också idag; Göran Sjöholm, trummor, Carl-Johan Melin, bas, Kée Tengblad, gitarr, Lennart Klang, orgel och Lars Göransson, sång.

## Diskografi
- 1969 – "I Saw Her Standing There" / "Berry Rides Again" (singel, vinyl)
- 1971 – "Almarna Åt Folket" / "I Kvällssol Och Morgondis" (singel, vinyl)
- 1974 – "Starman" / "Älskogskrank" (singel, vinyl)
- 1976 – "Kräv bryggeriet kvar" / "Så svårt" (singel, vinyl)
- 2011 – Hedgehog Road (album, cd)
- 2013 – Every Dog Has Its Day (album, cd)

### Samlingar
- 1989 - Proggen Slår Till Skivan (vinyl, cd)
- 2005 - Proggklassiker vol.2 (cd)

## Annan verksamhet
Några av bandmedlemmarna pluggade vid Stockholms Universitet och startade partiet Envoys a.l.v.v.